# 俞蛟
俞蛟（1751年—?），字青源，又字六愛，號夢廠。山陰（今浙江紹興）人。
約生於乾隆十六年（1751年）。自序“弱冠以飢驅奔走四方”，一生坎坷，曾在各地做幕僚，見聞甚廣。乾隆三十九年路過山东临清，遇上清水教教首王倫起兵反清。朝廷派大学士舒赫德率兵镇压，王伦不敵，兵败自焚而死。乾隆四十一年（1776年）授例入都，以詩画聞名於公卿間。乾隆五十八年以監生身份出任興寧縣典史，至嘉慶五年（1800年）離任。文筆奇佳，與陳紉蘭好友，工山水畫。卒年不詳。著有《夢厂雜著》十卷。